# ألبرتو جيربو
ألبرتو جيربو (بالإيطالية: Alberto Gerbo)‏ (9 نوفمبر 1989 بفالنزا في إيطاليا - ) هو لاعب كرة قدم إيطالي في مركز الوسط. لعب مع إنتر ميلان ونادي أنكونا ونادي تريستينا ونادي فوجيا ولاتينا كالتشيو ونادي غوبيو.